# Umama bint Zainab

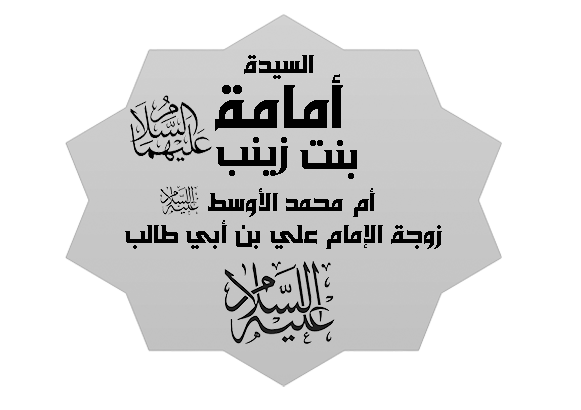
Diseño para el nombre de Umama bint Zainab.

Umama bint Abu al-'As bin al-Rabi' (árabe: أمامة بنت ابو العاص بن الربيع) fue una nieta del profeta islámico Mahoma y su esposa Jadiya bint Khuwaylid. Se la cuenta entre sus compañeros.

## Biografía
Era hija de Abu al-Tan ibn al-Rabi' y su esposa la hija mayor de Mahoma, Zaynab. Su tía materna Fátima le pidió a su marido Ali en su lecho de muerte que se casara con su sobrina Umama porque ella tenía intenso apego y amor por sus hijos Hasan ibn Ali y especialmente por Hussain ibn Ali y sus hijas Umm Kulthum bint Ali y Záynab bint Ali. Tenía un hermano que murió niño, Ali ibn Zainab. Sus tías maternas eran las hijas del Profeta Ruqayyah bint Muhammad, Umm Kulthum bint Muhammad y Fátima.
Cuando era muy pequeña, Mahoma solía llevarla en sus hombros mientras oraba. La dejaba en el suelo al postrarse y la recogía cuando se levantaba. Una vez prometió darle un collar de ónice porque "ella era a quien amaba más." Sus esposas esperaban que se lo diera a Aisha, pero se lo regaló a Umama. En otra ocasión, le dio un anillo de oro que había llegado del emperador de Abisinia.
Después de la muerte de Fátima en 632, Umama se casó con Ali. Tuvieron un hijo, Muhammad "el mediano", que murió niño.
Ali fue asesinado en 661, y Muawiyah le propuso matrimonio a Umama. Ella consultó a al-Mughira ibn Nawfal ibn al-Harith sobre ello. Él le dijo que no debía casarse "con el hijo de la comedora de hígado (Hind bint Utbah)" y le ofreció arreglar su problema. Cuando ella estuvo de acuerdo, él le dijo, "Me casaré contigo." El matrimonio tuvo un hijo, Yahya.
Umama acompañó a al-Mughirah al exilio en al-Safri. Murió allí en 670 (50 AH).